# 卡瓜-埃拉韋縣
6°19′S 143°50′E / 6.317°S 143.833°E
卡瓜-埃拉韋縣（英語：Kagua-Erave District），是巴布亞新畿內亞南高地省的縣份之一，位於新畿內亞島東部，首府設於卡瓜，面積3,497平方公里，2011年人口74,139，人口密度每平方公里21人。